# Mittelland Gummiwerke

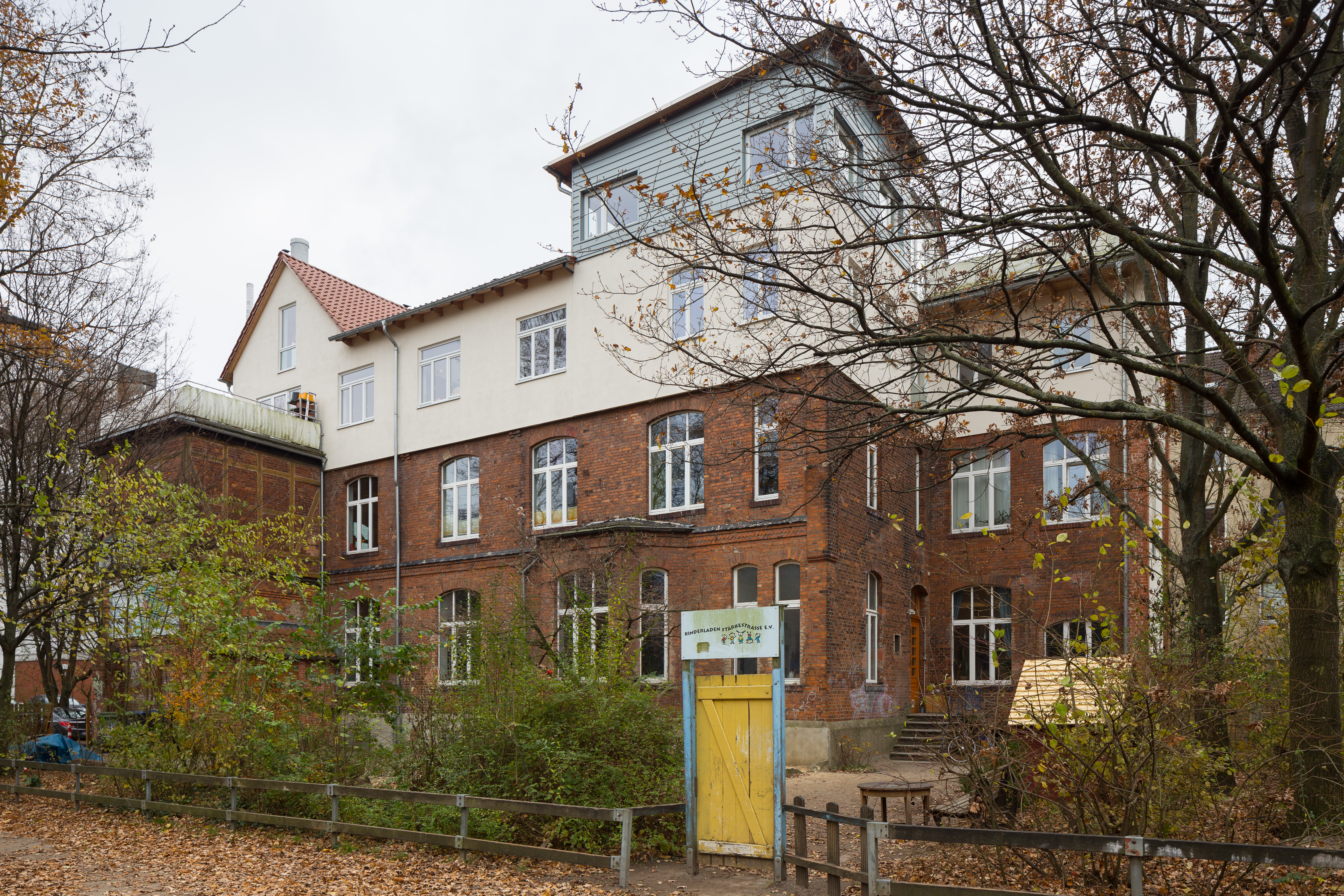
Ehemaliges Fabrikgebäude an der Stärkestraße

Die Mittelland Gummiwerke AG in Hannover war ein deutsches Unternehmen in der Rechtsform einer Aktiengesellschaft, das eine der drei großen Gummifabriken der Stadt betrieb. Standort war ein Gelände an der Stärkestraße im (heutigen) Stadtteil Linden-Nord.

## Geschichte

### Frühe Jahre

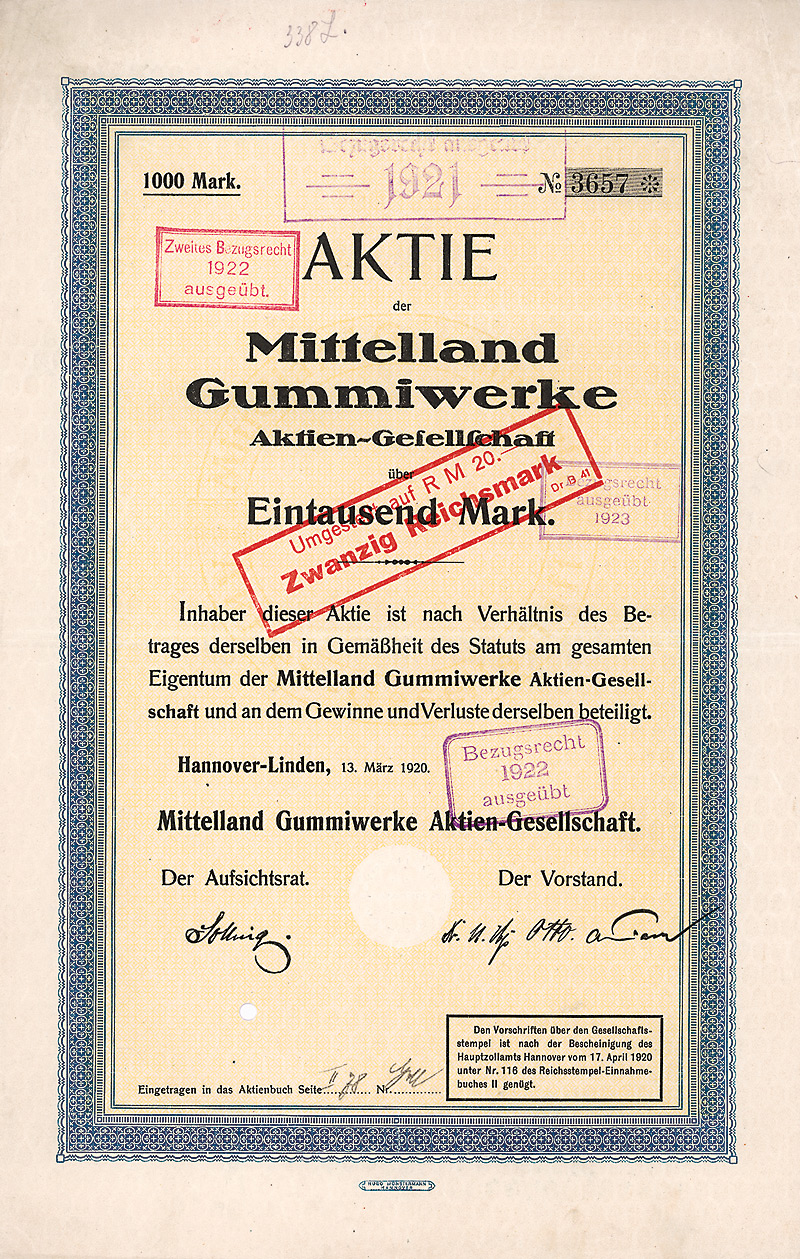
Aktie über 1000 Mark der Mittelland Gummiwerke AG vom 13. März 1920

Das Unternehmen wurde 1882 von dem Kaufmann Leonhard Lennartz gegründet, die Firma lautete anfangs Neue Hannoversche Gummiwaren- und Patent-Packungs-Fabrik Lennartz & Co., ab 1887 Hannoversche Aktien-Gummiwarenfabrik vorm. Lennartz & Co.
1885 wurde am Fabrikgelände die Gummistraße angelegt (1950 umbenannt in Wilhelm-Bluhm-Straße später teilweise auch Walter-Ballhause-Straße).

### 1914 bis 1945
Die Gummifabrik des Unternehmens produzierte technische Weichgummiwaren, die bereits vor dem Ersten Weltkrieg auch ins Ausland exportiert wurden.
1920 wurde das Unternehmen umbenannt in Mittelland Gummiwerke AG und belieferte wiederum auch ausländische Märkte mit chirurgischen Produkten, gummierten Stoffen, Gummi-Balata-Treibriemen sowie Schläuchen und Bällen.
Mitte der 1920er Jahre begann das Unternehmen mit der Produktion von Spielzeug, darunter auch im In- und Ausland patentierte Puppen, die das Unternehmen als „Schlager der Puppenproduktion“ bewarb.
Durch den Zukauf der Nachbargebäude, die zuvor vom hannoverschen Zweigwerk der Vereinigte Gummiwaren-Fabriken Harburg-Wien genutzt wurden, stieg die Mittelland Gummiwerke AG zu den großen Gummifabriken wie Continental AG und Excelsior AG auf und verfügte nun über einen Grundbesitz von 24.000 m². Doch ebenso wie die beiden größeren hannoverschen Unternehmen geriet auch die Mittelland Gummiwerke AG nach dem Einsetzen Weltwirtschaftskrise ab Ende 1929 in wirtschaftliche Schwierigkeiten. Eine von der Continental AG angestrebte Fusion lehnte die Mittelland Gummiwerke AG ab und ging stattdessen in Liquidation.
1929 wurden die Immobilien als Kapital in die Mittelland Gummi GmbH eingebracht. „Die Union Mittelland Gummi GmbH & Co. Grundbesitz KG, Hannover gehört heute zum Continental Konzern“.

### Nachkriegszeit

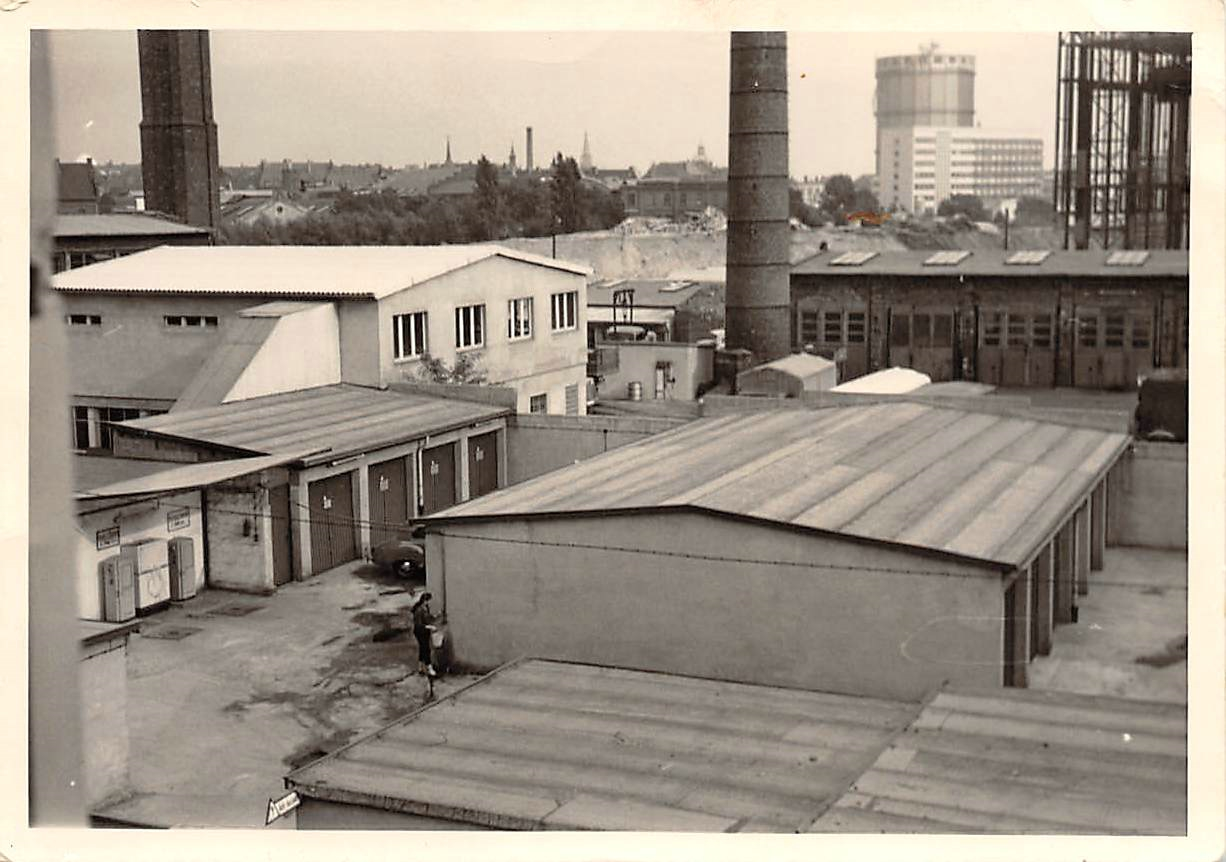
HaGuma-Werke in Hannover Linden 1952, aus dem Fenster 1. Obergeschoss des Gebäudes Stärkestraße 18 c

Nach dem Zweiten Weltkrieg bot 1947 die Hannoversche Gummifabrik (HAGUMA) mit Standort Stärkestraße 14 Form- und Spritzartikel aus Fertigung „in Handarbeit“ an. Von 1950 bis 1974 war das Unternehmen unter der Firma Grube-Haguma GmbH, Fabrik für Gummi-Waren und Arbeitsschutzkleidung im Handelsregister eingetragen. 1972 wurde mit der Planung einer Neugestaltung des Werksgeländes begonnen. Ab 1975 wurden unter der Bezeichnung Altenzentrum „Haguma“ auf dem Gelände 115 Altenwohnungen mit Therapiezentrum erstellt.

## Trivia
Auf dem Sammlermarkt werden lochentwertete Aktien aus dem Reichsbankschatz angeboten.